# José da Silva Lisboa
José da Silva Lisboa, barón y vizconde de Cairu GCNSC (Salvador, 16 de julio de 1756 — Río de Janeiro, 20 de agosto de 1835), fue un economista, historiador, jurista y político brasileño que vivió en la época de la Independencia de Brasil y promovió importantes reformas económicas.
Apoyó con ardor a D. João VI y D. Pedro I y ocupó diversos cargos en la administración económica y política de Brasil tras el traslado de la corte a Río de Janeiro, en 1808. Fue diputado de la Real Junta del Comercio y Desembargador de la Casa da Suplicação.
Tuvo un papel importante en el incentivo a la enseñanza de la economía política en el país, y participó activamente en la redacción de los decretos que determinaron la apertura de los puertos brasileños y el fin de la prohibición del tráfico de manufacturas en Brasil. Su actitud favorable al desarrollo económico del Reino Unido de Brasil acabaría por contribuir de forma decisiva a la independencia política de Brasil, en 1822. Por sus contribuciones, el vizconde Cairú figura "en un lugar de honor en el panteón de los héroes de la patria brasileña".

## Datos biográficos
Hijo de un arquitecto portugués, Henrique da Silva Lisboa, y de su esposa, Helena Nunes de Jesus, hizo sus estudios preparatorios en Bahía desde los ocho años, estudiando Filosofía, música y piano. Concluyó los estudios en Lisboa, pues como el Gobierno portugués no permitía universidades en la colonia, todos los brasileños estaban obligados a formarse en Portugal, en la Universidad de Coímbra. Allí siguió estudios jurídicos y filosóficos a partir de 1774, formándose en 1778. Ese año, fue nombrado sustituto de las cátedras de Griego y de Hebreo del Colegio de Artes de Coímbra. Bachiller en cánones por la Universidad de Coímbra, también terminó estudios de Filosofía y Medicina. En 1778, fue nombrado profesor de Filosofía y moral de la ciudad de Salvador, en Bahía, cátedra que rigió 19 años, así como de lengua griega, que se creó más tarde, durante cinco años.

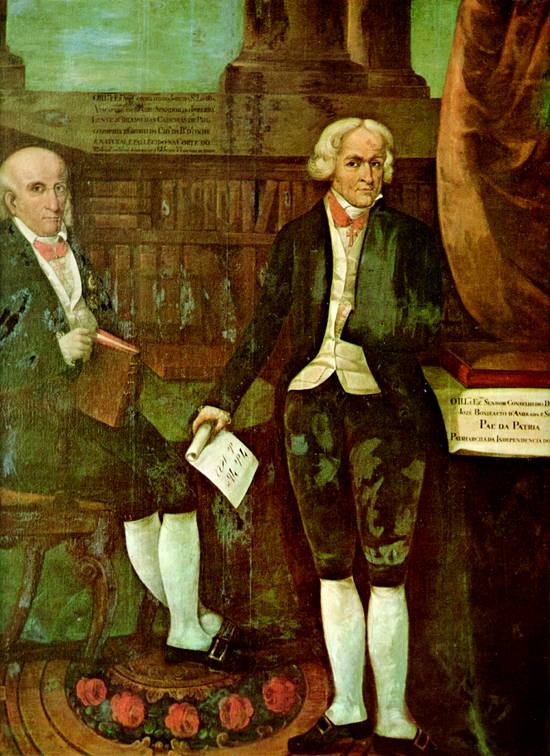
El vizconde de Cairu y José Bonifácio, en un cuadro de R. Nunes, dos figuras de proa del Primer Reinado, en Brasil.

### Carrera pública
El vizconde de Cairu fue un economista brasileño al tanto de las últimas corrientes y teorías europeas, como las de Adam Smith, que mencionaba para decir que un país solo progresa si sus industriales y comerciantes disponen de la máxima libertad para ganar dinero. Así, tras el desembarco de D. João en Brasil, José da Silva pidió audiencia al monarca para proponerle la apertura de los puertos brasileños. Sin embargo, es posible que la apertura de tales puertos estuviera ya decidida por la llamada "Convención Secreta de Londres".
En 1797 volvió Portugal, obteniendo el nombramiento de diputado y secretario de la Mesa de la Inspección de Bahía, hacia donde partió de nuevo. Tomó posesión del cargo en 1798, quedando en ejercicio hasta 1808.
En 1801 publicó en Lisboa su primera obra, Principios del Derecho Mercantil y Leyes de la Marina para uso de la mocedad portuguesa, que comprende el seguro marítimo, el cambio marítimo, las averías, las letras de cambio, los contratos mercantes, los tribunales y las causas del comercio.
En 1804 publicó su obra capital, el tratado Principios de economía política, el primer libro que sobre semejante asunto se escribía en portugués, inspirado en los principios de la nueva ciencia, fundada por Adam Smith. En 1804 escribió las famosas «Observaciones apologéticas acerca de la crítica que hace contra Smith el autor de las Memorias Políticas sobre las verdaderas bases de la grandeza de las Naciones».
De 1801 a 1808 continuó publicando su obra en siete volúmenes Principios de Derecho mercantil y leyes de la Marina. En Río de Janeiro, publicó en 1808 las Observaciones sobre el comercio franco en Brasil, tres partes en dos volúmenes.
Cuando el Príncipe Regente llegó a Bahía, José da Silva Lisboa era operario de la Mesa de Inspección de Agricultura y Comercio de Bahía y le cupo redactar la Representación de los comerciantes de Salvador, en la cual pedían levantar el embargo del comercio con Portugal, ocupada por los ejércitos de Napoleón Bonaparte. Así, hebraísta, helenista, economista y jurista, sería el divulgador en Brasil de los principios clásicos de la economía liberal y a la vez de la ortodoxia católica en cuestión de política. Presentó así a D. João, Príncipe Regente, las ventajas de la apertura de los puertos brasileños a las naciones amigas de Portugal. De esto resultó la Carta Régia de 24 de enero de 1808, que oficializó el acto. Ocupaba, en la época, el cargo de profesor de Economía Política.

### En Río de Janeiro con la corte

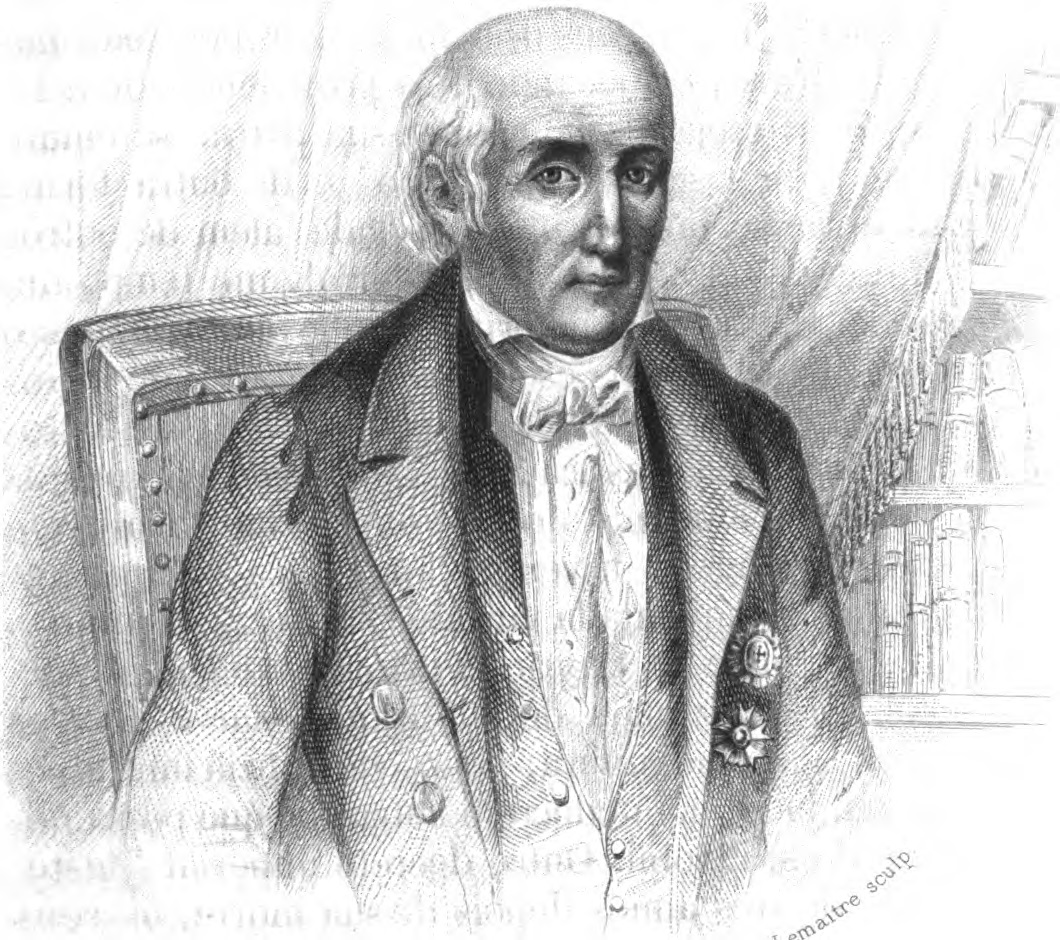
Vizconde de Cayrú.

D. João ordenó a Silva Lisboa que lo acompañara a Río de Janeiro, para auxiliarlo. Distinguido de esta forma, llegó a Río de Janeiro el 7 de marzo de 1808, e inmediatamente fue nombrado desembargador de la Mesa do Desembargo do Paço e da Consciência e Ordens.
En agosto de 1808, fue nombrado diputado de la Real Junta del Comercio, Agricultura, Fábricas y Navegación del Estado de Brasil; en 1808 fue encargado de redactar un código de comercio; en 1810 recibió la merced del hábito de Cristo; en 1810 fue encargado del examen de las obras para la impresión; en 1821, fue incluido en la lista de los miembros de la Junta de Cortes para el examen de las leyes constitucionales discutidas entonces en Lisboa, inspector general de los establecimientos literarios y director de estudios.
Silva Lisboa intentó reconciliar Portugal y Brasil, e impedir la ruptura, y para eso fundó un periódico, El Conciliador de Reino Unido, en que defendió los derechos del Príncipe y ponderó las ventajas de la monarquía continental. Cuando la esperanza de conciliación desapareció, y para no perder la corona, el príncipe regente, D. Pedro de Alcântara, se puso al frente del movimiento independentista. Lisboa no dudó y empezó a luchar por la independencia. Escribió una obra, Las Reclamaciones, de gran efecto.
Defensor de la centralización del poder, Silva Lisboa combatió en la prensa a los revolucionarios de la Confederación de Ecuador y en su Rebate brasileño polemizó con el Typhis Pernambucano de Frei Taza. El mismo año, 1824, publicó el Llamamiento a la honra brasileña contra la Facción Federalista de Pernambuco.
Tras la independencia, continuó ejerciendo cargos elevados y recibiendo distinciones honoríficas. Fue agraciado en 1825 por el Emperador D. Pedro I con el título de barón y después en 1825 de vizconde de Cairu, siendo elegido más tarde senador del Imperio.
Fue Desembargador de la Mesa do Paço y de la Casa de Rogo, diputado y senador. En 1832, luchó por la creación de una Universidad en Río de Janeiro, que finalmente llegó casi cien años después, con la fundación de la UFRJ.

## Comentario sobre su obra

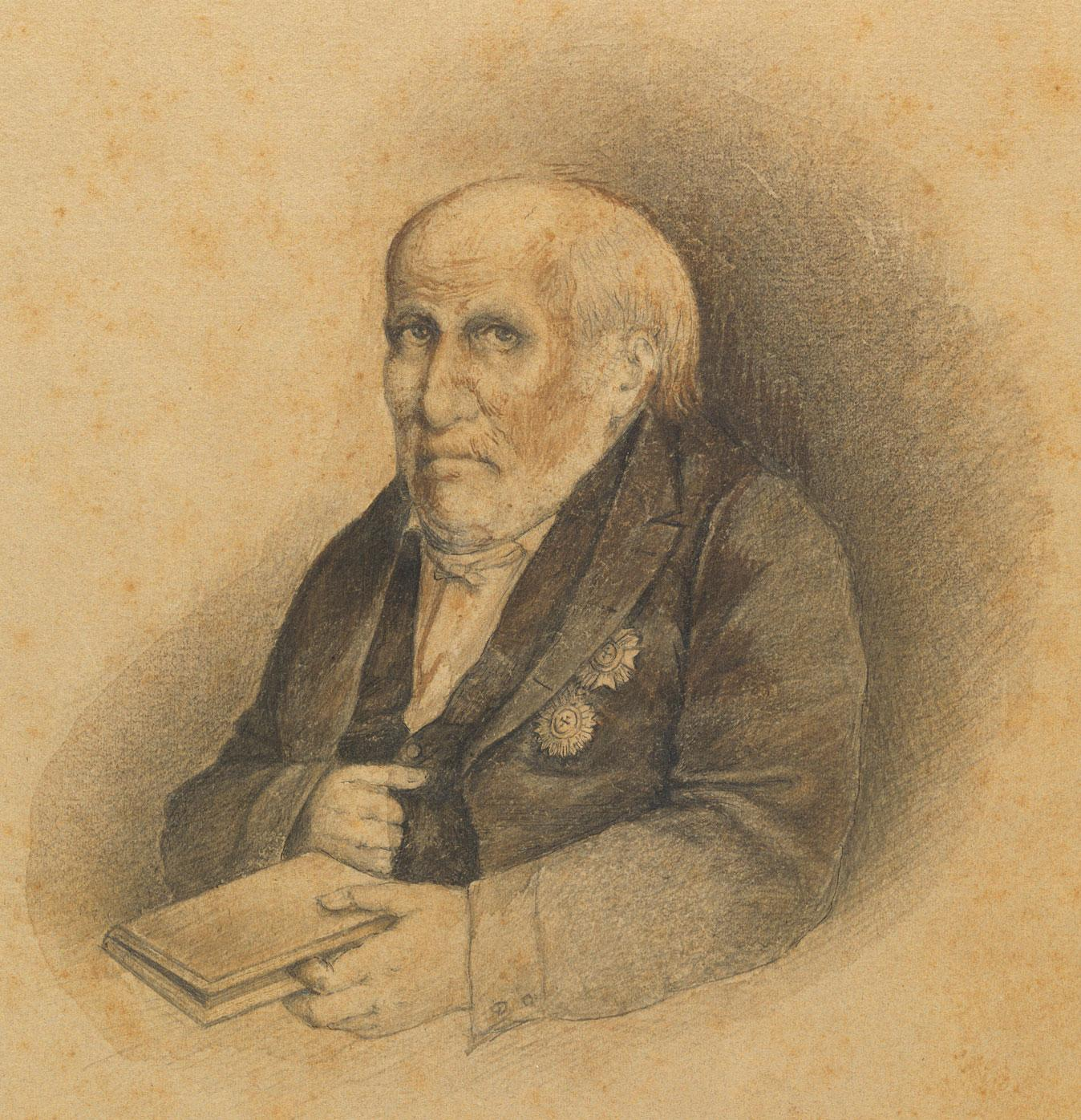
José da Silva Lisboa, vizconde de Cayrú.

Dice la Introducción, página 321, de la obra «Portugal como Problema - La Economía como Solución», Público-Fundación Lusitano-Americana, Lisboa 2006:
«En sus diversos libros y panfletos, recurre abundantemente a una concepción de economía política fiel a los enseñanzas de Adam Smith y asiente en un conjunto coherente de ideas y principios fundamentales. Expresamente, la idea de progreso y de búsqueda incesante de la prosperidad y de la felicidad social, de la cual forma parte integrante la educación, la instrucción pública, la producción y la divulgación del conocimiento científico y de los resultados de la inteligencia humana. También presente en idea de que el Estado debe asegurar una protección al bien común, sin interferencia excesiva en los asuntos particulares y con el permanente cuidado de no utilizar de forma abusiva los recursos generados por la sociedad civil. De aquí transcurre otro principio, el de la valoración de la competencia entre agentes económicos como condición esencial del buen funcionamiento de la economía nacional, al corriente de la defensa intransigente de la libertad de trabajo y de iniciativa individual.
Fue en nombre de la ortodoxia smithiana que José de Silva Lisboa atacó, en 1804, las tesis que Rodrigues de Brito explayara en los primeros tomos de su obra, publicados en 1803. Este autor, por su parte, respondió a Silva Lisboa el año siguiente, en 1805, en el tercer tomo de sus Memorias Políticas. La polémica y la discusión no quedaron aquí. Silva Lisboa contraargumentó y volvió a rebatir a su opositor en un largo apéndice a los Principios de Economía Política, que hasta hace poco se mantuvo inédito.

### Obra Historiográfica

Principios de derecho mercantil, 1801.

Silva Lisboa escribió diversos libros de historia que acompañaban la conturbada coyuntura política en que vivió. En 1815 publicó las Memória sobre la vida de Lord Wellington; en 1818 las Memorias sobre los beneficios políticos del rey Don João VI y en la década de 1820 publicó diversos volúmenes de su inacabada Historia de los principales éxitos políticos del Imperio de Brasil.

## Academia Brasileña de Letras
Con la innovación de la Academia Brasileña de Letras de crear socios Correspondientes, más adelante fue sugerido que se hiciera también el patrono de 20 sillones, cabiendo el último de ellos al vizsconde de Cairu, su patrono.